# Sebastián Alabanda
Sebastián Alabanda Fernández (Posadas, 31 de octubre de 1950−Sevilla, 10 de junio de 2014) fue un futbolista español, internacional con la selección española de fútbol, que desarrolló la mayor parte de su carrera deportiva en el Real Betis Balompié.

## Biografía

### Trayectoria
Inició su carrera deportiva en el Triana desde los escalafones infantiles, dentro de la cantera del Real Betis, y en julio de 1970 comenzó a entrenar con la plantilla del primer equipo bético, Marchó cedido en 1971 al Valdepeñas en tercera división y debutó como profesional en la temporada 1972/73 en el Rayo Vallecano, también cedido por el Betis. En el año siguiente regresó con el primer equipo bético, con  Ferenc Szusza como entrenador, donde permaneció las siguientes siete temporadas, en las que disputó 229 partidos de ellos 192 partidos de liga, en los que anotó un total de 19 goles. Formó un centro del campo muy consolidado e inolvidable, junto a Julio Cardeñosa y Francisco Javier López García, siendo integrante del equipo que ganó la Copa del Rey, en 1977. Debutó como internacional con la selección española en 1976, en partido frente a la República Federal Alemana, aunque fue seleccionado varias veces más, no disputó ningún otro encuentro. En 1980 abandonó el Betis para jugar con el Murcia, durante dos temporadas. 

### Fallecimiento
Falleció en la madrugada del 10 de junio de 2014, en Sevilla a los 63 años. El recién incorporado al consejo de administración del club verdiblanco.Sese sintió indispuesto durante la noche y falleció en su domicilio alrededor de las 3:00. Había llegado al consejo el 29 de mayo de ese año, para desempeñar funciones de asesoramiento deportivo, como son la designación del nuevo entrenador del primer equipo y tratar de hacer regresar al equipo a la mayor brevedad a la primera división.